# Robot jockey

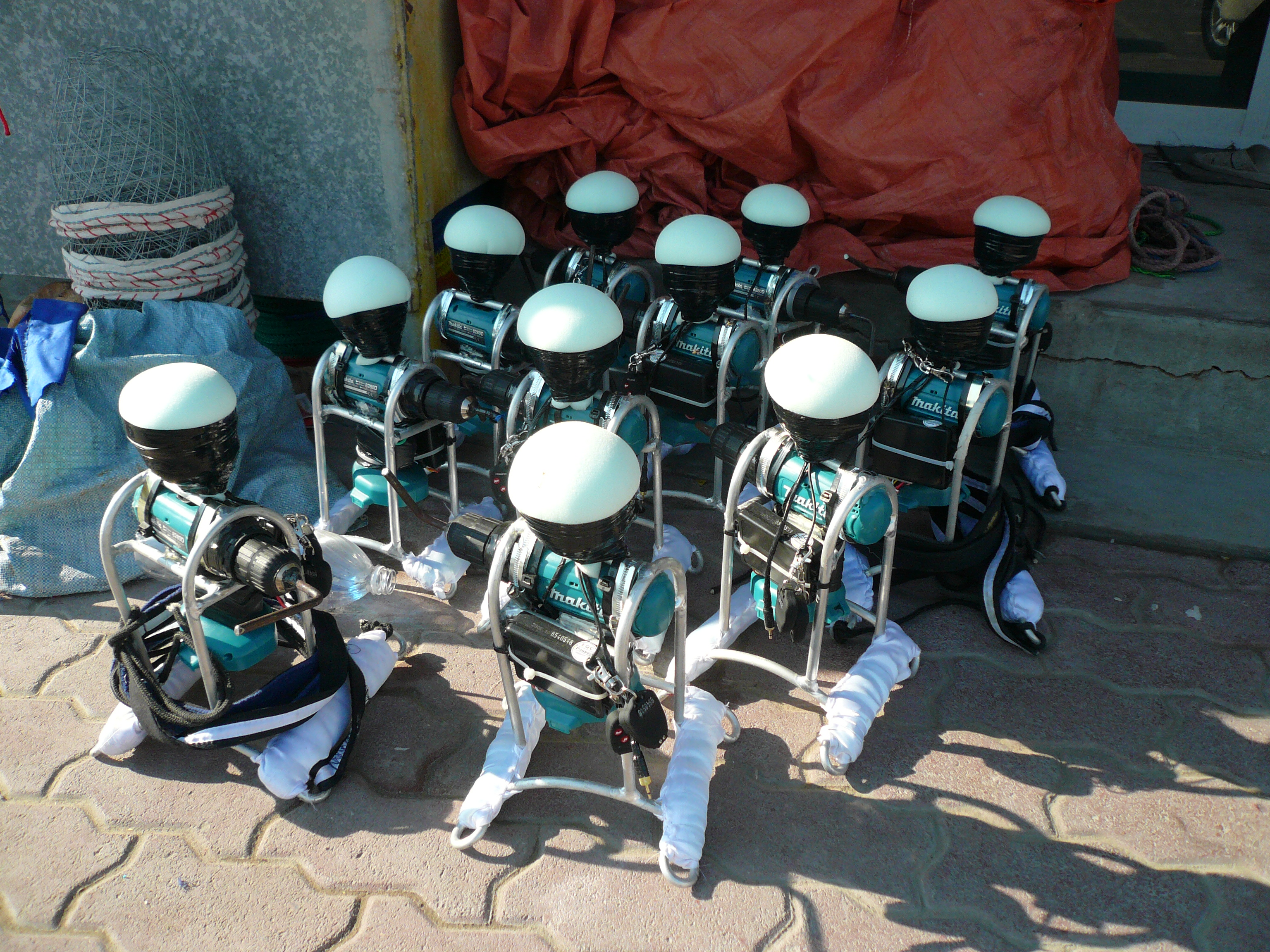
Robots jockeys

Un robot jockey est un robot couramment utilisé sur les dromadaires dans les courses de chameaux, en remplacement des jockeys humains. Développés depuis 2004, les jockeys robotiques permettent de réduire l'utilisation des jeunes enfants victimes de maltraitance notamment en Arabie saoudite, au Bahreïn, dans les Émirats arabes unis et au Qatar. En réponse à la condamnation internationale de tels abus, le Qatar et les Émirats Arabes Unis ont interdit l'utilisation d'enfants jockeys, dès lors remplacés par des robots.

## Enfants jockeys
Les courses de chameaux sont un sport très ancien et très populaire dans plusieurs pays du Proche-Orient. Depuis les années 1990, ces courses surnommées « le sport des cheiks » utilisaient presque exclusivement de jeunes enfants, généralement des garçons de moins de six ans, pour monter et diriger les chameaux. Cette pratique avait engendré un trafic d'enfants au départ de pays d'Asie du Sud : plus de 40 000 enfants ont été enlevés ou achetés à des familles pauvres du Pakistan, du Bangladesh, du Sri Lanka ou encore du Soudan, parfois affamés pour qu'ils restent les plus légers possible, souvent maltraités et soumis à des entraînements intensifs,. La dénonciation, en 1993, de ces pratiques assimilées à un trafic d’êtres humains par l’ONG Defence for Children International a abouti dans un premier temps à l'interdiction d'utiliser des enfants de moins de 15 ans ou pesant moins de 45 kg. En 2002, les Émirats Arabes Unis ont décidé de remplacer les enfants de moins de 15 ans par des robots. En 2005, les enfants jockeys de moins de 16 ans ont été interdits au Qatar. À la suite de ces interdictions, près de 3 000 enfants ont été rapatriés dans leur pays d'origine, mais, bien qu'en diminution, ces pratiques semblent encore perdurer.

## Développement et usage de robots jockeys

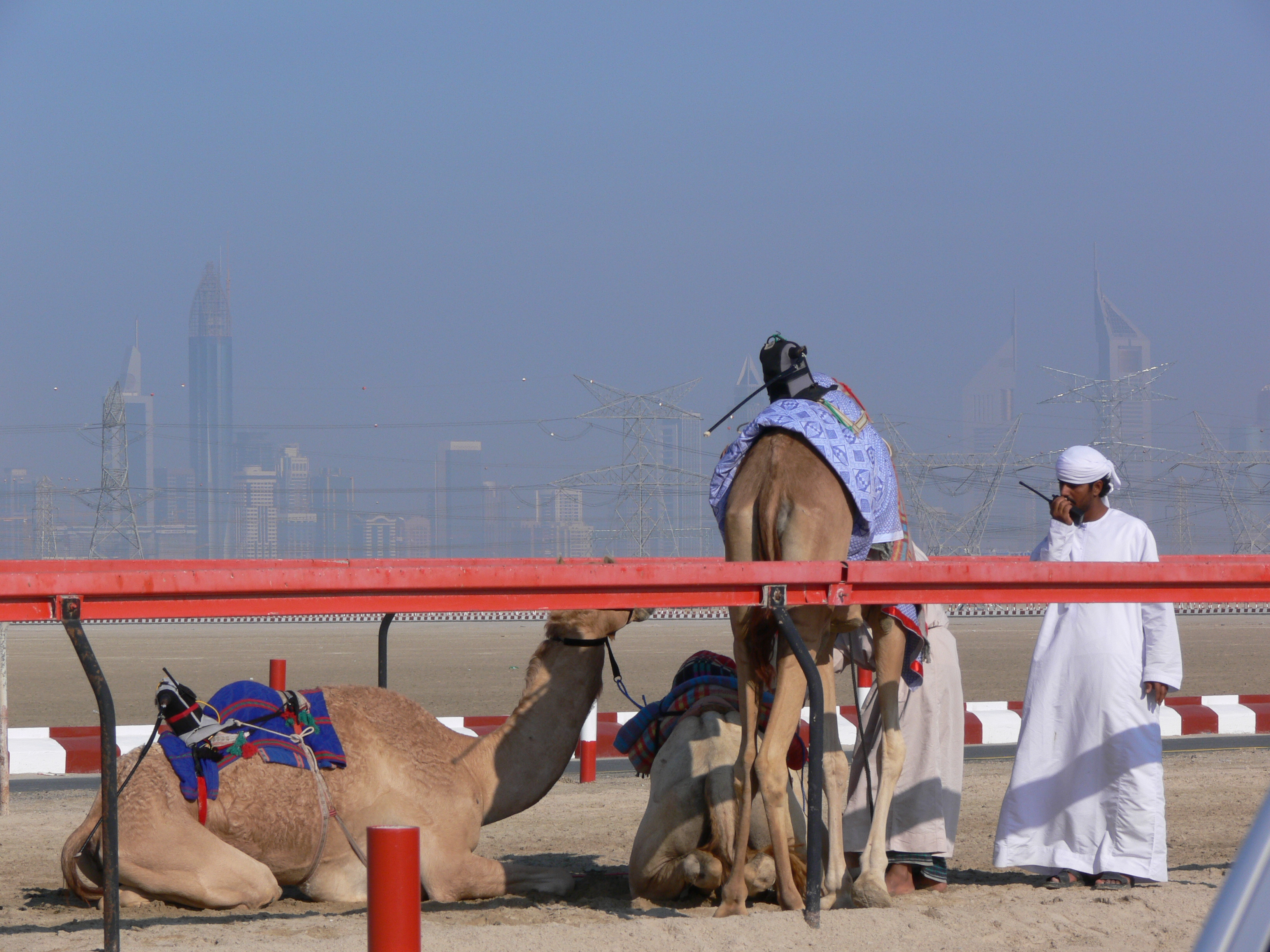
Dromadaires montés par des robots jockeys

Les premiers robots jockeys ont été produits au début des années 2000 en Suisse par la société K-Team, ils pesaient 25 kg et coûtaient environ 5 000 euros. Les dromadaires étant habitués au contact humain, pour ne pas les perturber les premiers robots testés au Qatar en 2005 étaient des androïdes équipés de casques et lunettes solaires, et même parfumés.
En 2017, ces robots sont produits par de petites entreprises locales ; constitués d'aluminium et de plastique, ils pèsent moins de 4 kg et coûtent de 500 à 5 000 dollars. Le bras droit est actionné par un système rotatif qui lui permet de donner des coups de fouet, tandis que le bras gauche tient les rênes.